# Adapa

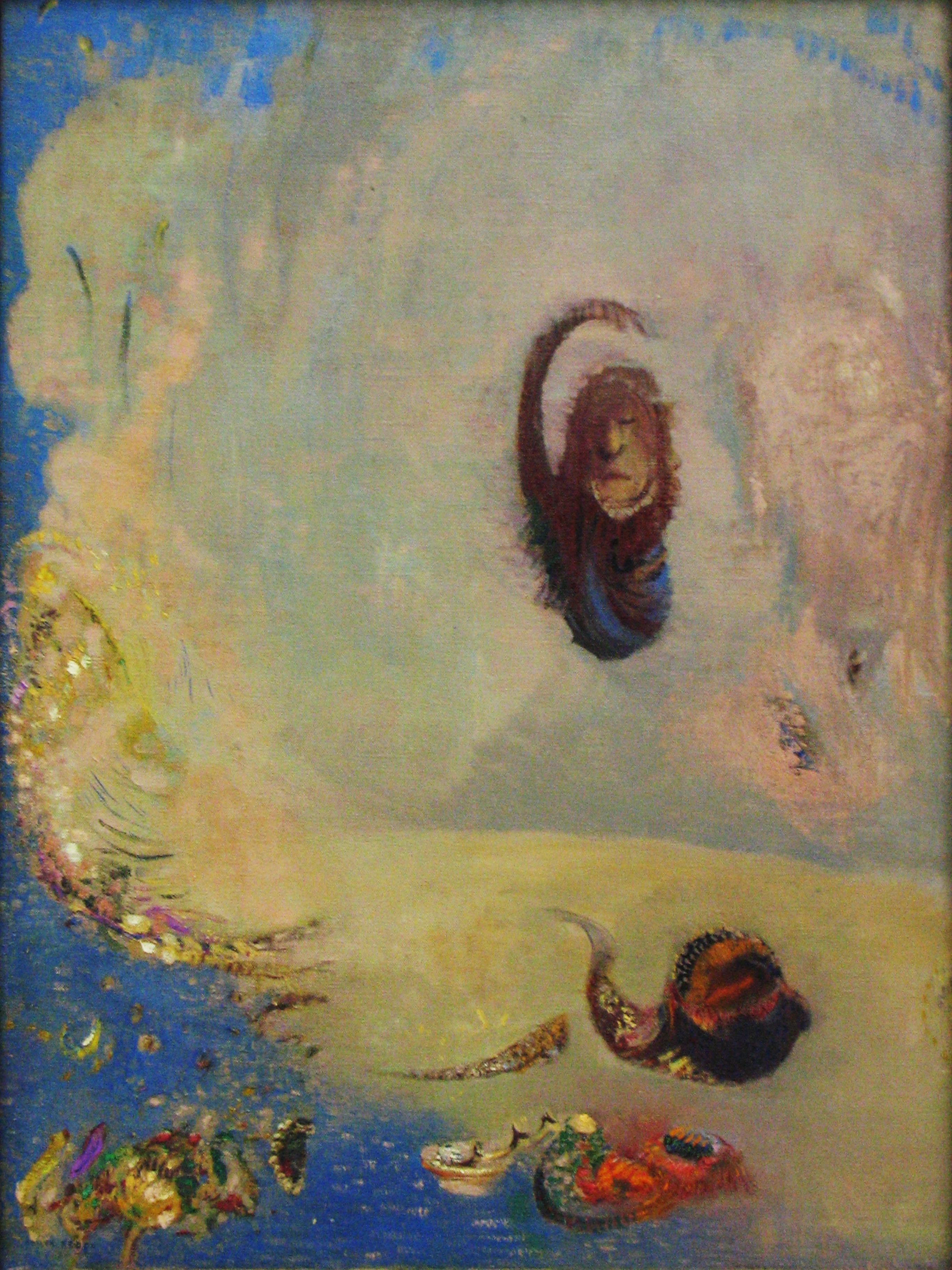
Oannes. Obra feita pelo artista francês Odilon Redon atualmente no Museu Kröller-Müller.

Adapa era um herói mítico da mitologia suméria que, sem saber o motivo, havia recusado a imortalidade. As lendas de Adapa são escritas em quatros tábuas de argila no idioma acádio, usando a escrita cuneiforme. Alguns arqueólogos alemães recuperaram uma tábua (EA 356 = B) que estava na cidade real do faraó Aquenátom (r. 1351–1335 a.C.) em Telel Amarna no Egito.

## A lenda de Adapa
Adapa era um sacerdote que cultuava o deus Ea (Enqui em sumério) e o servia no templo de Ea (ou a casa de Apsu) em Eridu. Ele foi criado pelo mesmo deus, não como imortal, mas sim como sabedoria. Foi considerado um dos sábios semidivinos (Apcalu) e conselheiro dos reis antediluvianos a trazer a civilização para a humanidade.
Em um dia, Adapa estava pescando no rio Eufrates, quando de repente um vento-sul soprou o mar e o barco virou. Após isso, Adapa se irou e impediu que o vento soprasse por sete dias. Ele tomou uma punição severa do deus Anu, mas Ea o ensinou a como se comportar nas cortes divinas, a mostrar reverências aos guardiões de Anu e não comer o que este lhe oferecesse, pois daria "pão da morte" e "água da morte". No entanto, Adapa agradou os guardiões de Anu e fez com que ele não punisse, mas sim recompensá-lo dando o "pão da vida" e a "água da vida". Mas por causa do engano de Ea, Adapa decidiu recusá-los e Anu o enviou novamente para a Terra, já que rejeitou a benção da imortalidade, trazendo doenças e pragas para a humanidade.
Além disso, Adapa havia criado a língua humana e escrita na Terra, visitou vários países e ensinou à humanidade a arte, a ciência e os segredos da escrita.